# 盾牌镍币
盾牌镍币（英語：Shield nickel）是第一种采用白铜制作的5美分硬币，由詹姆斯·巴顿·朗埃克设计，从1866年发行到1883年再由自由女神头像镍币取代。硬币名称源于其正面图案，是首枚得名“镍币”的5美分硬币，相同面额的银币则被称为半角硬币。
美国铸币局于18世纪末成立后很快就开始铸造银质半角硬币，但随着内战爆发，美国经济陷入泥潭，包括半角面额在内的大部分硬币都从市场流通中消失。1864年，铸币局成功推出低面额硬币，并且这些硬币的金属价值远不及面值。受到巨额经济利益的驱使，企业家约瑟夫·沃顿主张在硬币中采用金属镍。铸币局提议采用镍铜合金制作5美分硬币，联邦国会要求增加硬币的重量，这样沃顿就可以把更多的镍卖给政府。
铸币局首席雕刻师朗埃克根据自己设计的2美分硬币设计了盾牌镍币，其上图案象征着美利坚合众为一的力量。事实证明，这种镍币的铸造非常困难，其背面也在1867年重新设计。重新设计后，硬币生产仍然遭遇到很多问题，导致之后收藏家收藏的这种硬币存在许多品种。由于低面额硬币已供过于求，盾牌镍币的生产从1876年开始暂停了两年，之后恢复生产后的产量也很少。1883年，盾牌镍币停产，由查尔斯·爱德华·巴伯设计的自由女神头像镍币取代。

## 背景和授权
美国铸币局早在1792就开始铸造5美分面额硬币，这也是该局生产的第一种硬币面额。这些硬币名叫“半角硬币”，由铜银合金打造，其中银占89.2%，剩下的是铜，并且银的比例还在1837年提升到90%。
内战爆发后，美国经济陷入泥潭，大部分硬币都从市场流通中消失，为填补市场需求，人们采用的替代手段包括商家代币、包裹邮资贴花和发行面额低至3美分的美国辅币。除由黄金和白银这些贵金属铸造的硬币大多被人们囤积或是外流其他国家外，连仅有的贱金属硬币、铜镍合金制成的分币也从市场上消失了。为恢复硬币流通，国会于1864年废除3美分辅币，授权制造铜质1美分和2美分硬币，并且这些硬币所包含的金属价值也低于其面值。这些新币起初获得热烈反响，但2美分很快也从市场流通中消失。1865年3月3日，国会通过法案授权铸币局以75%的铜和25%的镍打造3美分硬币。
1864年，国会授权发行第3个系列的辅币。法案规定其中的5美分币需要印上“克拉克”（Clark）的肖像，国会原本意指的是探险家威廉·克拉克，但实际发行的辅币上所印的却是美国货币局局长斯潘塞·M·克拉克（Spencer M. Clark）。据钱币历史学家沃尔特·布林（Walter Breen）记载，国会“恼羞成怒之下立即通过法律取消5美分面额（辅币），还通过另一项法案禁止联邦硬币或纸币上印有任何在世人物肖像”。国会本打算让斯潘塞··克拉克卷铺盖走人，只是在财政部长萨蒙·蔡斯的亲自干预下才没有实行。
铸币局局长詹姆斯·波洛克（James Pollock）一度反对铸造含有金属镍的硬币，但鉴于3美分铜镍合金币的初步成功，他改变立场，支持以相同的合金打造5美分硬币。波洛克在1865年的工作报告中写道：“这种用镍合金制作的5美分面额硬币制作简单，并且很快就会得到市场认可，成为5美分辅币的替代品……只有在恢复硬币支付地位后（5美分硬币才应该用贱金属生产）……对于和平时期，不应该允许采用贱金属合金永久性地取代白银，来铸造面额高于3美分的硬币。”

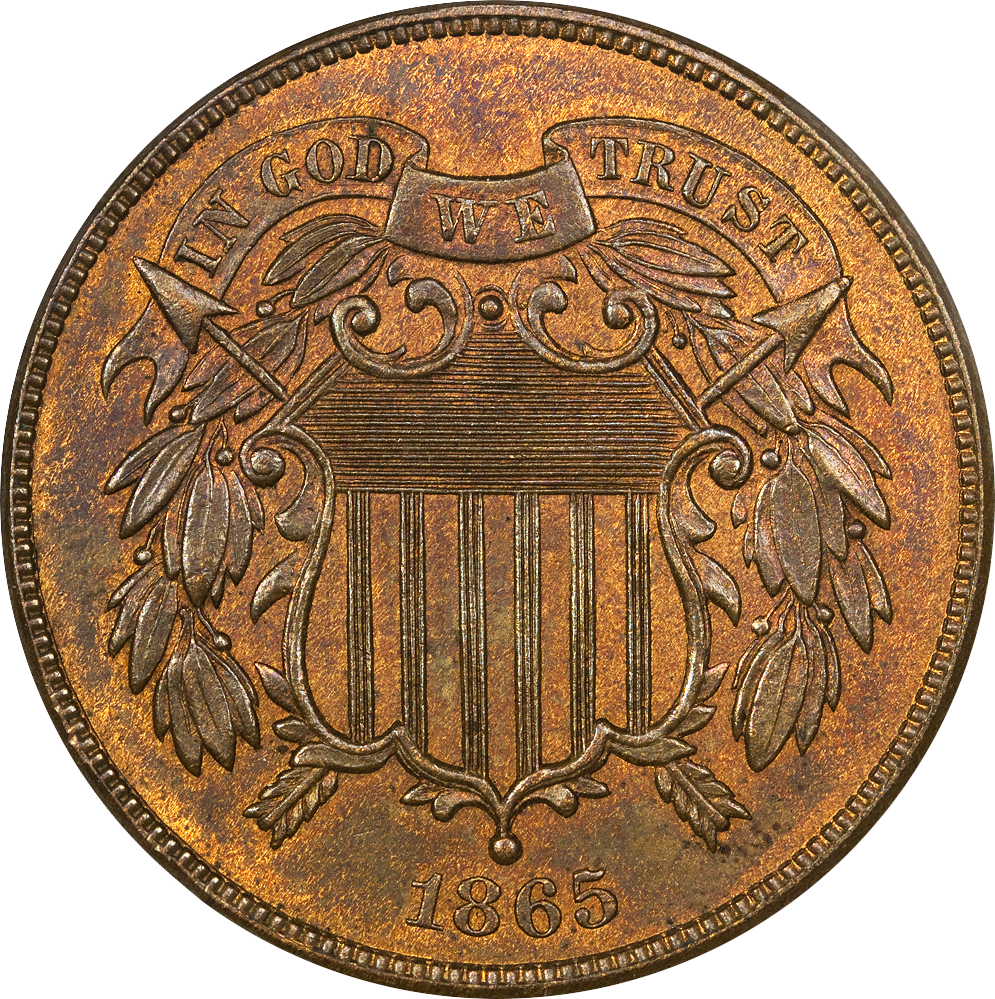
盾牌硬币是以詹姆斯·巴顿·朗埃克设计的2美分硬币为基准

企业家约瑟夫·沃顿（Joseph Wharton）几乎垄断整个美国的镍矿开采，他希望能促使美国政府选用镍来制作硬币。沃顿在国会中很有影响力，有多位议员是他的朋友，虽然他们未能通过在二美分硬币中采用金属镍的立法，但还是成功地在三美分金属组成中加上了镍。波洛克准备了一项法案，其上建议以三美分硬币的合金比例制作五美分币，并且新硬币的重量不超过60格令（相当于3.9克）。联邦众议院相应委员会在审核法案时把硬币重量提高到77.19格令（相当于5克），此举表面上看只是为了让硬币重量与公制下的5克相同，但更有可能是为了让沃顿可以向美国政府售出更多的镍。这一改动也令五美分硬币的金属价值和面值比高于三美分硬币。1866年5月16日，法案未经辩论就获得通过。新的铜镍合金硬币拥有最高一美元的法定支付能力，由财政部发行，可以交换除半美分、一美分和二美分硬币外所有的美国硬币，还可以按100美元为单位兑换成纸币。另外，国会还在法案中撤销面额不足十美分辅币的授权。

## 设计和生产
由于铸币工作马上就要开始，因此铸币局首席雕刻师詹姆斯·巴顿·朗埃克需要尽快设计好硬币。他在1865年末就已制出多种图案币，这时授权制造5美分硬币的法案尚在国会讨论。这些图案币中有一种同他之前设计的2美分硬币类似，上面也有一面盾牌。朗埃克在2美分硬币设计的基础上改动了两支箭头的位置，还去掉了最上方的丝带，但丝带上的文字（意为我们信仰上帝）予以保留（朗埃克设计的2美分硬币是第一种刻有这句格言的美国硬币），再在盾牌最上方增加一个扁形十字架。朗埃克设计的另外两枚图案币正面分别刻有总统乔治·华盛顿和当时遇刺不久的亚伯拉罕·林肯。他设计的图案币背面有一种是中间标有数字“5”，周围有13颗星围绕，并且每两颗星之间有线条分隔；另一种设计则是数字和花环。财政部长休·麦卡洛克根据波洛克的建议选择以盾牌设计作为5美分镍币的正面，13颗星和线条作为反面。波洛克认为带有林肯肖像的设计会引起南方不满，所以没有将该设计呈交麦卡洛克审核。

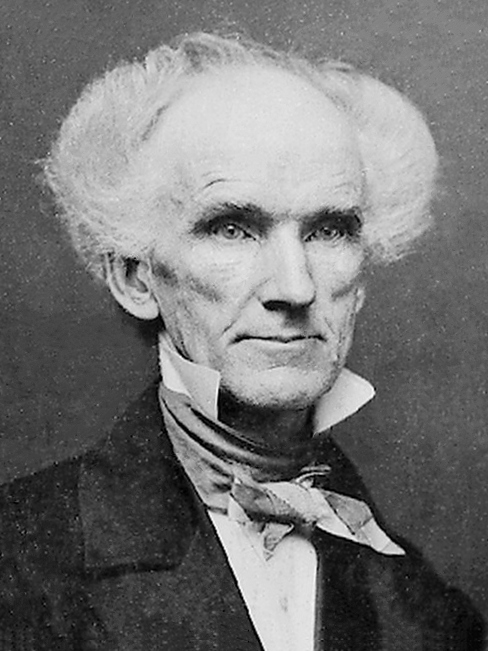
盾牌镍币的设计者：詹姆斯·巴顿·朗埃克

据钱币学作家昆汀·戴维·鲍尔斯（Q. David Bowers）记载，朗埃克设计的盾牌镍币正面拥有“美国硬币上最具爱国主义思想的主题之一”。硬币设计源于美国国徽上的纹章，以盾牌为核心，象征着力量和团结一致保护自己。盾牌的上部象征国会，13条纵向纹路代表各州，这样整面盾牌就代表联邦政府通过团结各州而拥有的力量。交叉的箭头末端在盾牌下方的两边伸出，代表互不侵犯，还意味着准备抵抗攻击；月桂树枝源于希腊传统，象征胜利。纹章的雕刻中垂直线条用红色表示，空白区域则是白色，水平线条是蓝色，这样整个盾牌的颜色则是红、白、蓝，意指美国国旗。鲍尔斯认为，硬币的背面不属于艺术作品，而是纯粹的机械设计，都是由冲印字符和钢毂中的装置组成。
由于铸币的坯盘硬度很高，新硬币的铸造非常困难，生产出的硬币质量不佳，同时用于铸币的金属模具使用寿命也很短。硬币的设计受到大量非议，沃顿称正面的盾牌仿佛“上面竖着十字架的墓碑，（旁边）挂着哭泣的柳枝。”《美国钱币学杂志》（American Journal of Numismatics）还认为这是“所有已知硬币中最丑陋的”。更为严重的是，硬币背面的设计让许多人联想到美利坚联盟国的“星星和条纹”主题。1867年初，硬币设计经过调整，去掉了背面各星星之间的线条，希望能消除部分生产难题。新设计于1867年2月1日启用，但铸币局很可能是出于节约成本的考量而继续使用剩下的旧版模具。设计上的变更在公众中引起混乱，许多人都以为其中一种设计属于伪造，铸币局甚至一度考虑完全废除盾牌设计。
由于铜镍合金给硬币铸造工作带来很大困难，朗埃克于1867年6月提议，将5美分硬币的材质改为铝。新任铸币局局长亨利·林德曼（Henry Linderman）认为，当时铝的价格和供应渠道都难以保持稳定，并且用铝来制作小面额硬币成本太高，所以没有接受朗埃克的建议。钱币学历史学家唐·塔克西（Don Taxay）指出，林德曼之前曾反对在硬币中使用金属镍，但他之后却又改变立场，提出法案增加硬币中的含镍比。塔克西认为，林德曼很有可能是受到了沃顿及其他支持使用镍铸造硬币的人士影响。

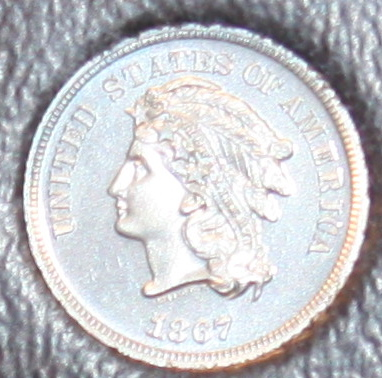
1867年“印第安人头像”图案币

到1869年下半年时，铸币局已经生产了足够的镍币满足商业需求，硬币产量因此下滑。新硬币在商家手中日积月累，数额已超过法定货币限制，但许多银行又最多只接受共计1美元的这种硬币，于是店主在用这种硬币向中间商支付时被迫打折。各地邮政局因受法律约束而不得不接受镍币，但财政部又有权依照法定授权拒收总额超过100美元的部分。为了缓解这一矛盾，国会于1871年通过立法，允许财政部用面额高于20美元的纸币无限制地换取包括镍币在内的多种低面额硬币。这以后要一直到1933年，镍币才成为不受限制的法定货币，这时盾牌镍币已停产多年。
1873年，国会通过《1873年铸币法案》，叫停半角硬币生产。但是，已遭废除的银质半角硬币仍然在西部流通，在19世纪的最后10余年里，这些地区在商品交易中仍然首选金币和银币，镍币一直不受待见。法案还授权铸币局局长在任何面额的硬币不再具备市场需求时停产。从1876年4月开始，由于经济情况好转并且银价较低，人们开始大量囤积包括半角硬币在内的银币。1876年末，镍币生产根据铸币法案的授权暂停。铸币局在1877至1878年都没有生产流通用盾牌镍币，只为收藏家打造过精制币。接下来几年里，由于财政部已经有大量镍币库存，因此铸币局生产的镍币数量很少，直到1881年12月12日才再次进入全面生产。用于流通的1880年版镍币一共只生产了1万6000枚，至今仍是非精制币中最罕见的盾牌镍币。

### 种类

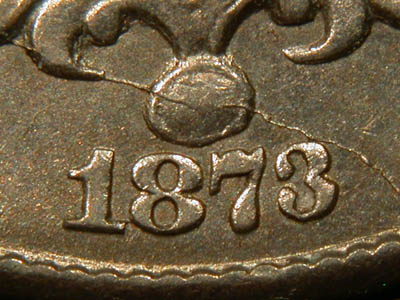
1873年“closed 3”品种

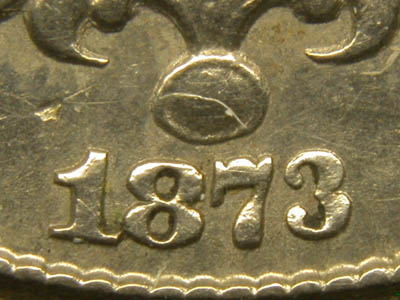
1873年“open 3”品种

盾牌镍币有着非常多的品种，研究这种硬币的权威专家霍华德·斯宾德尔（Howard Spindel）指出，这种硬币的模具消耗极快，每套模具生产的硬币数量远不及其他种类硬币；铸币局又一直受到很大压力，必须不断地制作新模具，许多模具的制作过程非常仓促马虎，这样就产生了大量相互间区别很小的品种。
鲍尔斯指出，1868年版镍币就像“重铸（日期）、错误及类似问题的游乐场”。钱币专家已经发现超过60种存在翻模情况的盾牌镍币品种，这些品种都是因加热后的模具反复压在钢毂上，造成设计图案多次重叠而错位。此外，重铸的日期也有很多种，例如其中一种上的数字“1”比其他大部分盾牌镍币都要小得多。
1873年版盾牌镍币存在两大品种，这点与其他多种面额的美国硬币相同。较早生产的一种人称“ 3”或“ 3”（意为“闭合3”），首席铸币员阿奇博尔德·劳登·斯诺登（A. Loudon Snowden）曾告知再度担任铸币局局长的波洛克，硬币日期中的数字“3”看起来和“8”太像了。铸币局于是制作了新的日期模具，其上的数字3没有向中间卷曲，这样就形成了第二个品种“ 3”（意为“开放3”）。
盾牌镍币生产的最后一年里出现了日期重叠的品种，其年份“1883”的“3”字旁边有清晰可见的数字“2”，有些则会两个数字重叠，这一品种被称为“1883/2”。这种情况的出现是因为进入1883年后，印有前一年份的模具尚可使用，所以铸币局为节约成本就在年份上直接再冲印上“1883”。根据记载，有至少5个这样的模具经重印年份再利用，鲍尔斯估计这些模具一共铸造了11万8975枚硬币。斯宾德尔则估计，这些硬币中留存至今的仅有0.2%至0.3%。

## 替换
1867年重新设计的硬币背面并没有解决模具寿命短，硬币品相差的问题，1868年和1871年，铸币局制作了多种图案币，打算更换镍币设计，在此期间盾牌镍币仍然继续生产。1880年，查尔斯·爱德华·巴伯成为铸币局首席铸币员，他在第二年接到指示，设计统一的镍币、3美分硬币和新提议的铜镍合金美分币。1882年，巴伯的新镍币设计获批，其正面是自由女神头像，反面是罗马数字，另外两种面额更小硬币的设计工作没有进行。1883年，巴伯的新设计取代盾牌镍币。新设计的模具做好时，铸币局已经生产了一些带有1883年份的盾牌镍币，铸币局官员希望能够打击投机行为，因此在之后的多个月里同时生产盾牌镍币和之后得名自由女神头像的新镍币。1883年，铸币局一共生产了近150万枚盾牌镍币，同年6月26日，盾牌镍币的铸造正式划上句点。

## 产量
| 年份                     | 精制币数量 | 流通币数量            |
| ------------------------ | ---------- | --------------------- |
| 1866                     | 600+       | 14,742,500            |
| 1867（星星间有线条间隔） | 25+        | 2,019,000             |
| 1867（星星间无线条间隔） | 600+       | 28,890,500            |
| 1868                     | 600+       | 28,817,000            |
| 1869                     | 600+       | 16,395,000            |
| 1870                     | 1,000+     | 4,806,000             |
| 1871                     | 960+       | 561,000               |
| 1872                     | 950+       | 6,036,000             |
| 1873（ 3品种）           | 1,100+     | 436,050（估计值）     |
| 1873（ 3品种）           | 0          | 4,113,950（估计数字） |
| 1874                     | 700+       | 3,538,000             |
| 1875                     | 700+       | 2,097,000             |
| 1876                     | 1,150+     | 2,530,000             |
| 1877（只有精制币）       | 510+       | 0                     |
| 1878（只有精制币）       | 2,350      | 0                     |
| 1879                     | 3,200      | 25,900                |
| 1880                     | 3,955      | 16,000                |
| 1881                     | 3,575      | 68,800                |
| 1882                     | 3,100      | 11,472,900            |
| 1883                     | 5,419      | 1,451,500             |

1878年以前铸币局生产的盾牌镍币精制币数量源于现代研究人员的估计，不同来源中的数字存在很大不同。例如鲍尔斯估计，1866年版的精制币约为800至1200枚，而格洛里亚·彼得斯（Gloria Peters）则认为这一数字刚刚超过375枚。由于铸币局有可能会在原版硬币铸造多年后重铸精制币，因此具体数量的问题也变得更多复杂。铸币局官员会使用本来应该已经毁掉的模具来铸造硬币，提供给有意的收藏家和经销商，不过他们对此予以否认，鲍尔斯则讽刺这是一种“官方否认”（意即“谎言”）。这一做法又会导致出现不一致的硬币，因为铸造时所采用的正、背面模具很可能并不相配，或是时间上存在错位，印有早期年份的正面模具配合的却是多年后才面世的背面设计。
此外，所有這些硬币都是在费城铸币局生产，其上没有铸造标记。

## 解释说明
1. 1 2   见Peters & Mohon 1995，第3頁。盾牌镍币专家霍华德·斯宾德尔指出，硬币上使用的扁形十字架和纹章上不同，所以设计者有可能并没有意指扁形十字架的考量，见Bowers 2006，第63頁。

### 脚注
1. ↑  Montgomery et al. 2005，第22頁.
2. ↑  Taxay 1983，第388頁.
3. ↑  Taxay 1983，第243頁.
4. 1 2  Lange 2006，第99頁.
5. 1 2  Breen 1988，第246頁.
6. 1 2 3  Taxay 1983，第244頁.
7. ↑  Montgomery et al. 2005，第25頁.
8. ↑  Taxay 1983，第241–244頁.
9. ↑  Peters & Mohon 1995，第3頁.
10. 1 2 3 4 5 6  Lange 2006，第100頁.
11. 1 2 3 4  Taxay 1983，第244–245頁.
12. ↑  Breen 1988，第247頁.
13. 1 2  Bowers 2006，第54頁.
14. 1 2  Peters & Mohon 1995，第16頁.
15. 1 2  Taxay 1983，第245頁.
16. ↑  Peters & Mohon 1995，第4頁.
17. ↑  Bowers 2006，第67頁.
18. ↑  Taxay 1983，第245–246頁.
19. 1 2  Peters & Mohon 1995，第5頁.
20. ↑  Bowers 2006，第75頁.
21. ↑  Taxay 1983，第258頁.
22. ↑  Bowers 2006，第77頁.
23. ↑  Peters & Mohon 1995，第81頁.
24. ↑  Peters & Mohon 1995，第76–81頁.
25. 1 2  Bowers 2006，第90頁.
26. ↑  Bowers 2006，第102–103頁.
27. ↑  Bowers 2006，第110–111頁.
28. ↑  Bowers 2006，第124–125頁.
29. 1 2  Lange 2006，第123頁.
30. ↑  Peters & Mohon 1995，第11–12頁.
31. ↑  Taxay 1983，第285頁.
32. ↑  Peters & Mohon 1995，第95頁.
33. ↑  Montgomery et al. 2005，第29頁.
34. ↑  Yeoman 2014，第130–131頁.
35. ↑  Bowers 2006，第78–79頁.
36. ↑  Bowers 2006，第81–83頁.
37. ↑  Bowers 2006，第34頁.

### 文献
书籍
- Bowers, Q. David. . Atlanta, Ga.: Whitman Publishing. 2006. ISBN 978-0-7948-1921-7.
- Breen, Walter. . New York, N.Y.: Doubleday. 1988. ISBN 978-0-385-14207-6.
- Lange, David W. . Atlanta, Ga.: Whitman Publishing. 2006. ISBN 978-0-7948-1972-9.
- Montgomery, Paul; Borckardt, Mark; Knight, Ray. . Irvine, Ca.: Zyrus Press Inc. 2005. ISBN 978-0-9742371-8-3.
- Peters, Gloria; Mohon, Cynthia. . Virginia Beach, Va.: DLRC Press. 1995. ISBN 978-1-880731-52-9.
- Taxay, Don.  reprint of 1966. New York, N.Y.: Sanford J. Durst Numismatic Publications. 1983. ISBN 978-0-915262-68-7.
- Yeoman, R.S.  68th. Atlanta, Ga.: Whitman Publishing. 2014. ISBN 978-0-7948-4215-4.

在线资源
- U.S. Mint. .   [2015-03-09]. （原始内容存档于2015-02-18）.